# Jean-Marc Baude
Pour les articles homonymes, voir Baude.
Jean-Marc Baude, né le 7 janvier 1950 à Cherbourg, est un écrivain, musicien, vidéaste, éditeur et plasticien français. Il fait également partie de Dépanne Machine, groupe d'artistes dont il est un des initiateurs.

## Œuvres
- L'héritage du Siècle d’Or dans le théâtre de Federico García Lorca : présence et fonction d’une tradition, Presses universitaires du Septentrion, 1998.
- Carnets d'images, Dadasco éditions, 2001.
- Historiettes, éd. La Feuille de Thé, 2008.
- Hors texte, Dadasco éditions, 2008.
- Federico García Lorca, de la Barraca au théâtre sous le sable : une mise en scène à l'épreuve de l'écriture, Dadasco éditions, 2009.
- Les Minis, Dadasco éditions, 2011.
- Les Érotiques, Dadasco éditions, 2011.
- De l'exClamation à l'exClamaCtion, Dadasco éditions, 2011.
- Oreille noire, CRDP/Dadasco éditions, 2011.
- Mon corps est un texte impossible, CRDP/Dadasco éditions, 2011.
- Pour écrire un texte, Dadasco éditions, 2011.
- Federico Garcia Lorca. La place et le force des marionnettes, Dadasco éditions, 2012

En 2009, deux compilations de ses vidéos paraissent avec le concours de l'ODACC de Basse Normandie.